# São Bernardo (ort)
São Bernardo är en ort i Brasilien.   Den ligger i kommunen São Bernardo och delstaten Maranhão, i den nordöstra delen av landet, 1 500 km norr om huvudstaden Brasília. São Bernardo ligger 29 meter över havet och antalet invånare är 11 171.
Terrängen runt São Bernardo är huvudsakligen platt. São Bernardo ligger nere i en dal. Närmaste större samhälle är Luzilândia, 11,9 km söder om São Bernardo. 
Omgivningarna runt São Bernardo är huvudsakligen savann. Runt São Bernardo är det ganska glesbefolkat, med 26 invånare per kvadratkilometer.